# Бідний чоловік і смерть
Бідний чоловік і Смерть — українська народна казка, яка оповідає про непрості взаємини між бідним чоловіком і персонифікованою Смертю. Вона належить до жанру соціально-побутових казок, у яких показано життя звичайної людини, її боротьбу зі скрутами, а також фольклорне уявлення про смерть як персонажа. Ця казка ілюструє українські народні уявлення про справедливість, хитрість та можливість обманути або відстрочити неминуче.

## Сюжет
Казка починається з історії бідного чоловіка, який усе життя важко працює, але ледве зводить кінці з кінцями. Він тяжко хворіє, і, розуміючи, що його час близький, звертається до Смерті, яка приходить забрати його. Проте чоловік вирішує обхитрити Смерть. Вдаючись до різних хитрощів і прохань, він намагається умовити її почекати, обіцяючи виправити щось у своєму житті чи завершити важливу справу.
У деяких варіантах казки чоловік стає успішним лікарем. Смерть підказує йому, кого лікувати, а кого вже не можна врятувати. Проте, чоловік забуває про свою обіцянку і розповідає про Смерть своїй дружині. За це він втрачає все, що мав, і повертається до свого колишнього життя.
Зрештою, чоловік вдається до різних прийомів і відстрочує момент свого відходу, використовуючи відмовки та обіцянки. Іноді він звертається до смерті з проханнями надати йому ще трохи часу, щоб він міг завершити свої справи, або ж використовує комічні трюки, які затримують її на певний час. У деяких варіантах казки він навіть обманює смерть, змушуючи її чекати довше, ніж вона планувала, і таким чином здобуває додаткові дні життя.
У деяких варіантах Смерть карає чоловіка за хитрощі занаднто довгим життям.

## Тема і мотиви
Основні теми казки — це боротьба з неминучим та спроба відстрочити смерть через винахідливість та хитрість. Сюжет казки розкриває уявлення народу про смерть як про невідворотну, але водночас піддатливу та чутливу до людських потреб силу. Також важливим є мотив розуму і винахідливості, які допомагають навіть простій людині протистояти таким могутнім силам, як смерть.
Казка «Бідний чоловік і смерть» є прикладом українського фольклорного мислення, яке персоніфікує смерть і розглядає її як частину життєвого циклу. У цій історії смерть не лише несе загрозу, але й може бути обманута або зупинена на певний час, що показує притаманний народній творчості гумор і життєстверджувальні ідеали.
Казка має багато шарів тлумачення:
- Неминучість смерті — смерть є невід'ємною частиною життя. Незважаючи на всі наші зусилля, ми не можемо уникнути її.
- Цінність життя — справжнє багатство полягає не в матеріальних благах, а в здоров'ї, сім'ї та дружбі.
- Важливість слова — розкривши таємницю Смерті, чоловік втратив все, що мав. Це свідчить про те, як важливо дотримуватися своїх обіцянок.
- Суєта буття — казка закликає нас не прагнути надмірного багатства і слави, а цінувати те, що маємо.

## Вплив і популярність
«Бідний чоловік і смерть» є однією з популярних українських народних казок, яка передається з покоління в покоління. Вона неодноразово видавалася у збірках українських казок, адаптувалася для дітей та використовувалася в освітніх цілях для ознайомлення молоді з народними традиціями, світоглядом і культурою. Казка є прикладом того, як український народ за допомогою гумору та фольклорних образів намагався впоратися з темами смерті та людської немочі.